# Тавурвур
Тавурвур (англ. Tavurvur) — активний стратовулкан в Папуа Новій Гвінеї поблизу міста Рабаул на острові Нова Британія.
При виверженні 13 лютого 2009 р. 7 жовтня 2006 р. мав місце масштабний викид попелу в атмосферу до висоти 18 км. При виверженні 19 вересня 1994 р. колишнє місто Рабаул було поховане під попелом і пізніше знов збудоване на новому місці. Різні органи управління були переміщені до міста Кокопо. Останнє виверження сталося 7 липня — 18 вересня 2014 року.
Тавурвур розташований всередині великої кальдери Рабаул, діаметр якої варіює від 8 до 14 км. Вона виникла в VI ст.при масивному виверженні в 6 балів за шкалою вивержень (VEI). Іноді висловлюються теорії, що саме воно було причиною глобальних змін клімату в 535–536 роках.

## Галерея

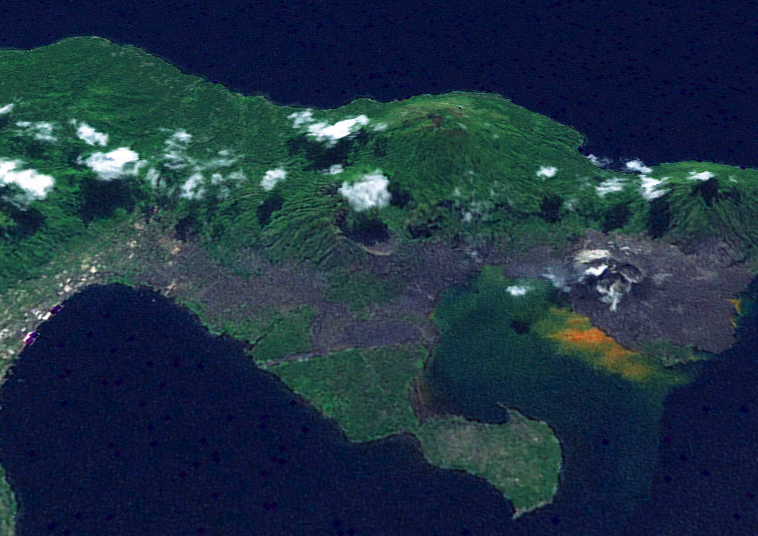
Тавурвур, вигляд с низкої орбіти Землі
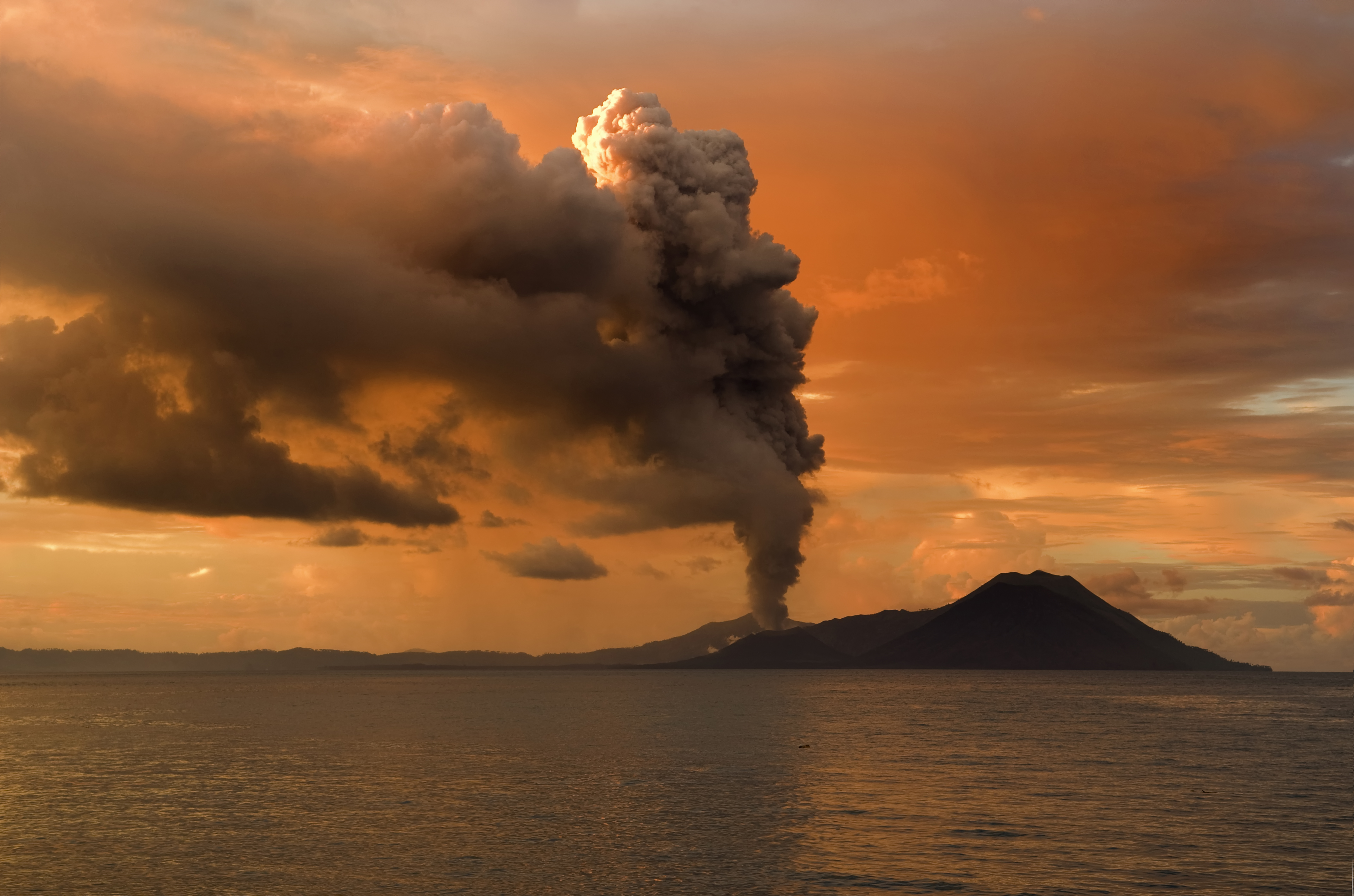
Виверження вулкану Тавурвур у 2009
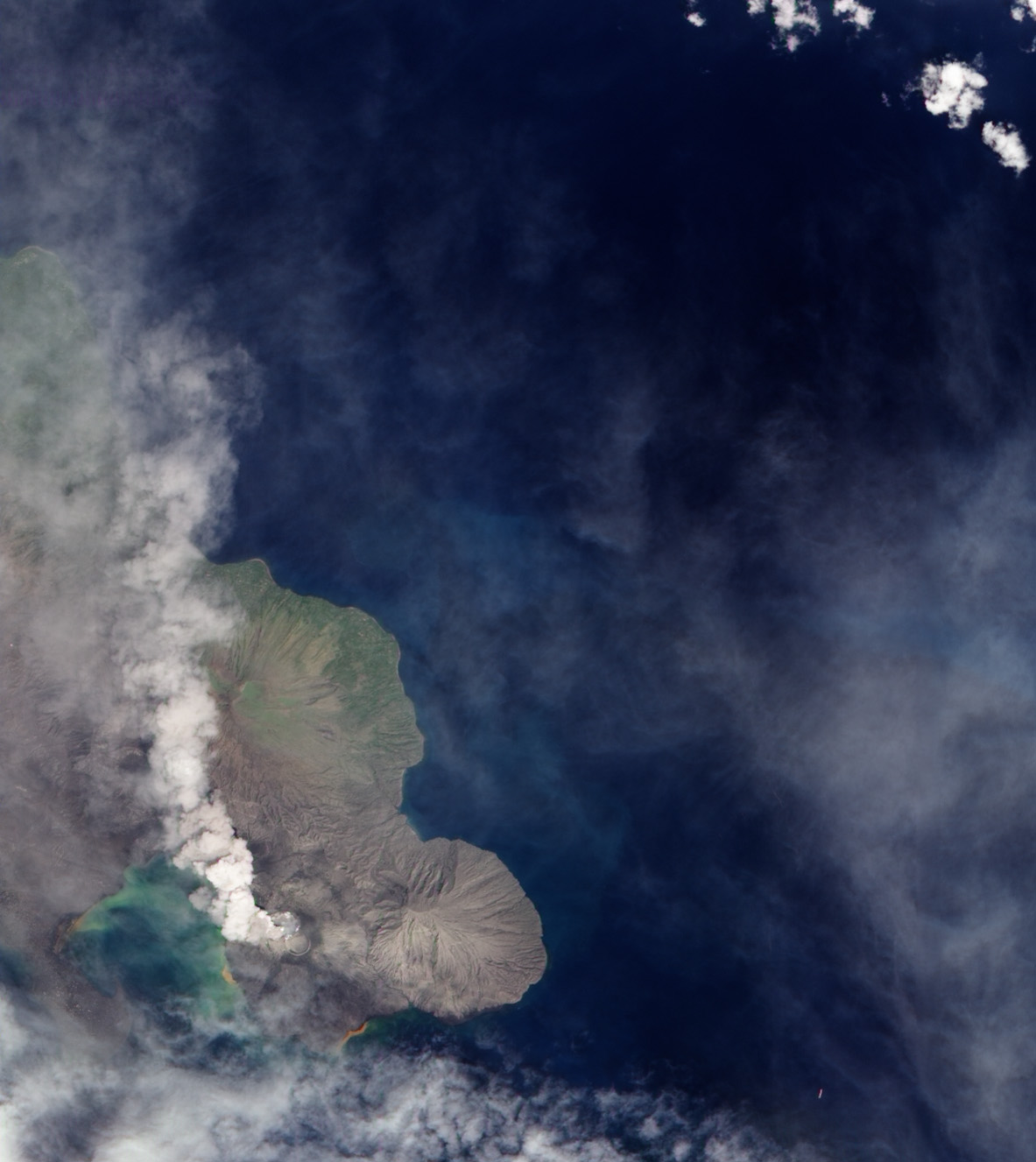
Попіл над вулканом Тавурвур

## Ресурси Інтернету
- Вікісховище має мультимедійні дані за темою:  кальдера Рабаул
- Інформація про вулкан Тавурвур (англ.)
- Volcano Live